# Albi di Dylan Dog (1996)
Albi del fumetto Dylan Dog pubblicati nel 1996.
| Nr. | Titolo                     | Mese di pubblicazione | Soggetto            | Sceneggiatura       | Disegni             | Copertina    |
| --- | -------------------------- | --------------------- | ------------------- | ------------------- | ------------------- | ------------ |
| 112 | Incontri ravvicinati       | gennaio               | Gianluigi Gonano    | Gianluigi Gonano    | Bruno Brindisi      | Angelo Stano |
| 113 | La metà oscura             | febbraio              | Tiziano Sclavi      | Tiziano Sclavi      | Giampiero Casertano | Angelo Stano |
| 114 | La prigione di carta       | marzo                 | Michele Medda       | Michele Medda       | Luigi Piccatto      | Angelo Stano |
| 115 | L'antro della belva        | aprile                | Claudio Chiaverotti | Claudio Chiaverotti | Ugolino Cossu       | Angelo Stano |
| 116 | La governante              | maggio                | Gianfranco Manfredi | Gianfranco Manfredi | Luigi Siniscalchi   | Angelo Stano |
| 117 | La quinta stagione         | giugno                | Tiziano Sclavi      | Tiziano Sclavi      | Luigi Piccatto      | Angelo Stano |
| 118 | Il gioco del destino       | luglio                | Claudio Chiaverotti | Claudio Chiaverotti | Andrea Venturi      | Angelo Stano |
| 119 | L'occhio del gatto         | agosto                | Tiziano Sclavi      | Tiziano Sclavi      | Franco Saudelli     | Angelo Stano |
| 120 | Abyss                      | settembre             | Magda Balsamo       | Tiziano Sclavi      | Giampiero Casertano | Angelo Stano |
| 121 | Finché morte non vi separi | ottobre               | Mauro Marcheselli   | Tiziano Sclavi      | Bruno Brindisi      | Angelo Stano |
| 122 | Il confine                 | novembre              | Claudio Chiaverotti | Claudio Chiaverotti | Pietro Dall'Agnol   | Angelo Stano |
| 123 | Phoenix                    | dicembre              | Tiziano Sclavi      | Tiziano Sclavi      | Nicola Mari         | Angelo Stano |

## Incontri ravvicinati
Gli extraterrestri decidono di scendere sulla terra per studiare gli esseri umani e scoprire cosa siano le emozioni. Patty è la vittima scelta dagli alieni per essere studiata. Quando si ucciderà, Dylan Dog inizierà a leggere il suo diario alla ricerca della verità.

## La metà oscura
Il dottor Bronsky, vecchio amico di Dylan Dog, è uno psicologo dotato di poteri ESP che utilizza per far uscire la metà oscura che risiede all'interno delle persone. Le persone che subiscono questo trattamento si trasformano però in crudeli assassini. Dylan Dog dovrà così scontrarsi con lo psicologo e riuscire a sconfiggere la sua componente malvagia.

## La prigione di carta
Charlie Chivazky è uno scrittore americano famoso che sparisce durante un tour letterario a Londra. Un gruppo di barboni ingaggia Dylan Dog al fine di scagionare un loro amico accusato di una serie di omicidi assurdi.
- Il personaggio di Charlie Chivazky è ispirato allo scrittore statunitense Charles Bukowski
- Compare una versione "punk" di Peter Pan: si chiama Peter punk, ha la capacità di volare ed è in costante ricerca della sua ombra.

## L'antro della belva
Ariel Howell è una ragazza che si rinchiude in un mondo fiabesco da lei immagianto, per sfuggire da un orrendo passato. Chiederà l'aiuto di Dylan Dog quando un mostro del passato tornerà a tormentarla.
- Le favole che la signora Darling racconta dal libro Fiabe di Morte sono delle versioni rivedute di La bella addormentata, Cenerentola, Peter Pan e Barbablù.
- Tra le varie favole è presente anche una versione moderna della canzone Samarcanda di Roberto Vecchioni.
- Nella versione riveduta di La Bella Addormentata si fa riferimento a Rockland, il villaggio immaginario già visto nel numero 89, "I Cavalieri Del Tempo".
- Ariel Howell colpisce con un calcio nei testicoli sia il medico che la cura, Denzel Brown, sia l'antagonista di turno. Insieme all'albo n.32 "Ossessione" questa storia raggiunge così il record di colpi bassi presenti in un'avventura di Dylan Dog.

## La governante
Mita Rigg è una ragazza che decide di rivolgersi a Dylan Dog convinta che lo spirito della sua ex governante Erika Hautala la stia perseguitando. 

## La quinta stagione
Joel Dipslip è un ricercatore che soffre di insonnia perenne, non dorme ormai da mesi. Questo l'incipit che porterà Dylan Dog ad avere a che fare nuovamente con Golconda, uno dei peggiori inferni possibili.
- Nella Storia d'inverno viene citato l'incipit di Sentinella, racconto di Fredric Brown.

- In una pagina si vedono Dylan Dog e Amber Cat, già apparsa nel numero 41 Golconda!, passare attraverso un bosco infestato da personaggi surreali. È un omaggio al paroliere e illustratore Roland Topor, la cui morte era avvenuta proprio in quel periodo.

## Il gioco del destino
Aileen Ward è un giornalista che decide di seguire per una notte intera Dylan Dog al fine di riuscire a fotografare uno spirito. Il destino, nelle fattezze di uno spietato killer, ha per loro in serbo una notte movimentata.
- In questo albo fa una "comparsata" Dora, l'infermiera che aveva in cura Johnny Arkham nel numero 81 "Johnny Freak" (disegnato peraltro dallo stesso Venturi)

## L'occhio del gatto
Col ritorno di Cagliostro, strani accadimenti cominciano a susseguirsi. A seguito della morte di Lady De Bourgh, Dylan Dog inizierà ad indagare per scoprire cosa stia accadendo.

## Abyss
Miriam Hall è una ragazza che soffre di inquietanti visioni, tra cui una bambina in fondo al mare che rivuole la sua bambola. Dylan Dog dovrà scoprire se c'è un nesso tra queste visioni e una serie di misteriose morti che stanno accadendo. 
- Nella versione inedita dell'albo, all'ultima pagina, c'è una didascalia che dice: "Il nome Miriam deriva da quello della moglie di Mosè e significa "Goccia del Mare". Miriam però era la sorella di Mosè, la moglie si chiamava Zippora. L'errore è stato corretto nelle ristampe successive.

## Finché morte non vi separi
L'albo è ambientato nel passato, quando Dylan Dog lavorava ancora come poliziotto per Scotland Yard. All'epoca dei fatti, conobbe Lillie Connolly, una ragazza irlandese attivista dell'IRA. Dylan se ne innamora subito, ma purtroppo lei è determinata a vendicare la morte del fratello, ucciso dai poliziotti, rendendo di fatto il loro amore impossibile. 
- Questo albo, che celebra l'anniversario per il decimo anno di pubblicazione della testata, è di 110 pagine, anziché le consuete 98, e completamente a colori.

## Il confine
Dylan Dog è a letto con la sua ultima fiamma, Lovelyne. Quest'ultima attende che Dylan si addormenti per pugnalare sia lui, sia Groucho, venendo però colpita in fronte da un proiettile. Al suo risveglio, Dylan si troverà assieme ad altre cinque persone in una zona di confine sospesa tra la vita e la morte, capeggiata dal misterioso Magus. 

## Phoenix
Phoenix, una delle tante ex fidanzate di Dylan Dog, è morta in seguito ad un tragico incidente. Almeno questo è quello che crede Dylan, fino a quando, cinque anni dopo, una ragazza bussa alla sua porta sostenendo di essere Phoenix. La somiglianza è effettivamente incredibile, e Dylan si ritrova così a dover capire chi sia effettivamente questa donna.